# Gunda Reimers
Gunda Reimers (15 de marzo de 1973) es una deportista alemana que compitió en remo. Ganó tres medallas en el Campeonato Mundial de Remo entre los años 1995 y 2000.

## Palmarés internacional
| Campeonato Mundial | Campeonato Mundial     | Campeonato Mundial | Campeonato Mundial        |
| Año                | Lugar                  | Medalla            | Prueba                    |
| ------------------ | ---------------------- | ------------------ | ------------------------- |
| 1995               | Tampere (Finlandia)    | Medalla de bronce  | Cuatro sin timonel ligero |
| 1997               | Aiguebelette (Francia) | Medalla de oro     | Cuatro scull ligero       |
| 2000               | Zagreb (Croacia)       | Medalla de bronce  | Dos sin timonel ligero    |